# Kunheim
Kunheim település Franciaországban, Haut-Rhin megyében. Lakosainak száma 1857 fő (2022. január 1.). Kunheim Biesheim, Urschenheim, Durrenentzen és Baltzenheim községekkel határos.

## Népesség
A település népességének változása:
| Lakosok száma | 1781 | 1758 | 1777 | 1763 | 1779 | 1795 | 1820 | 1835 | 1857 |
|               | 2013 | 2015 | 2016 | 2017 | 2018 | 2019 | 2020 | 2021 | 2022 |